# Lichtenvoorde
Lichtenvoorde est un village situé dans la commune néerlandaise d'Oost Gelre, dans la province de Gueldre. Le 1er janvier 2007, le village comptait 12 705 habitants.

## Histoire
Jusqu'au 1er janvier 2005, Lichtenvoorde était une commune indépendante. À cette date, la commune a été rattachée à la commune de Groenlo, renommée en Oost Gelre en 2006.

## Sport
Le club de volley féminin Longa '59 Lichtenvoorde est basé à Lichtenvoorde.

## Personnalités
- Frans ten Bosch (1913-1964), missionnaire assassiné au Congo.